# Genoa Cricket and Football Club 1911-1912
Questa voce raccoglie le informazioni riguardanti il Genoa Cricket and Football Club nelle competizioni ufficiali della stagione 1911-1912.

## Stagione
Assume la presidenza del club Luigi Aicardi, che cerca di rafforzare la squadra con l'ingaggio di numerosi britannici come John Robert Roberts, Miller e Marsch, e svizzeri come Maxime Surdez (già utilizzato in amichevole dall'aprile 1911), Karl Stöcker e Charles Comte. Lasciano la società tra gli altri Eduard Bauer e Hermann Hurni mentre si ritirano dall'attività agonistica due boys di Spensley: Aleyandro Cevasco e Luigi Ferraris.
Ad ottobre si aggiudica per la seconda volta la Coppa Lombardia, vincendo 3 a 1 contro il Milan.
La stagione dei rossoblu si chiude con il terzo posto finale, lontano otto punti dai campioni della Pro Vercelli.

## Divise
La maglia per le partite casalinghe presentava i colori attuali (anche se la dicitura ufficiale era rosso granato e blu) ma a differenza di oggi il blu era posizionato a destra.
La seconda maglia era la classica maglia bianca con le due strisce orizzontali rosso-blu sormontate dallo stemma cittadino.

## Organigramma societario
Area direttiva
- Presidente: Luigi Aicardi

Area tecnica
- Capitano/Allenatore: Eugen Herzog

## Rosa
| N. |                        | Ruolo | Calciatore       |
| -- | ---------------------- | ----- | ---------------- |
|    | Italia (bandiera)      | P     | Luigi Marchetti  |
|    | Italia (bandiera)      | P     | Giacomo Rolla    |
|    | Svizzera (bandiera)    | P     | Maxime Surdez    |
|    | Inghilterra (bandiera) | D     | Dearden          |
|    | Italia (bandiera)      | D     | Ruggero Maineri  |
|    | Italia (bandiera)      | D     | Giacomo Marassi  |
|    | Svizzera (bandiera)    | D     | Karl Stöcker     |
|    | Italia (bandiera)      | D     | Emilio Storace   |
|    | Italia (bandiera)      | C     | Felice Crocco    |
|    | Svizzera (bandiera)    | C     | Eugen Herzog     |
|    | Svizzera (bandiera)    | C     | Lamy             |
|    | Italia (bandiera)      | C     | Alessandro Magni |
|    | Italia (bandiera)      | C     | Carlo Maranghi   |

| N. |                        | Ruolo | Calciatore          |
| -- | ---------------------- | ----- | ------------------- |
|    | Inghilterra (bandiera) | C     | Marsch              |
|    | Inghilterra (bandiera) | C     | John Robert Roberts |
|    | Italia (bandiera)      | C     | Sante Sanguineti    |
|    | Italia (bandiera)      | C     | Tadini              |
|    | Svizzera (bandiera)    | A     | Charles Comte       |
|    | Italia (bandiera)      | A     | Giulio Crocco       |
|    | Inghilterra (bandiera) | A     | Davis               |
|    | Italia (bandiera)      | A     | Edoardo Mariani     |
|    | Inghilterra (bandiera) | A     | A. Miller           |
|    | Inghilterra (bandiera) | A     | Murphy              |
|    | Italia (bandiera)      | A     | Repetto             |
|    | Inghilterra (bandiera) | A     | Weightmann          |

## Calciomercato
| Acquisti | Acquisti            | Acquisti        | Acquisti |
| R.       | Nome                | da              | Modalità |
| -------- | ------------------- | --------------- | -------- |
| A        | Charles Comte       | Servette        | ?        |
| D        | Dearden             | ?               | ?        |
| C        | Lamy                | ?               | ?        |
| D        | Ruggero Maineri     | Genoa II        |          |
| A        | Giacomo Marassi     | Red Star        | ?        |
| C        | Marsch              | ?               | ?        |
| A        | A. Miller           | ?               | ?        |
| D        | John Robert Roberts | Wood Green Town | ?        |
| D        | Karl Stöcker        | Torino          | ?        |
| C        | Tadini              | ?               | ?        |
| A        | Weightmann          | ?               | ?        |

| Cessioni | Cessioni             | Cessioni     | Cessioni      |
| R.       | Nome                 | a            | Modalità      |
| -------- | -------------------- | ------------ | ------------- |
| C        | Eduard Bauer         | RC France    | ?             |
| P        | Alessandro Brunoldi  | Alessandria  | ?             |
| D        | Aleyandro Cevasco    |              | Fine carriera |
| C        | Thomas Coggins       | Andrea Doria | ?             |
| D        | Luigi Ferraris       |              | Fine carriera |
| P        | Alessandro Gazzoppi  | ?            | ?             |
| C        | Giroud               | ?            | ?             |
| C        | Ernst Gossweiler III | Basilea      | ?             |
| C        | Hermann Hurni        | Andrea Doria | ?             |
| P        | Pasquale Lissone     | Alba Roma    | ?             |
| A        | Giacomo Marassi      | Red Star     | ?             |
| C        | Piaggio              | ?            | ?             |
| C        | Alberto Sussone      |              | Fine carriera |
| C        | Telleson             | ?            | ?             |

## Risultati

### Prima Categoria
| Arbitro: | G.Colombo (Vercelli) |

|         |           |                                            |
| Reynert | Marcatori | 2’ Stöcker 16’, 50’, 75’ Comte 40’ Repetto |

| Arbitro: | Harry Goodley (Torino) |

|                |           |            |
| Comte , Miller | Marcatori | Aebi Payer |

| Arbitro: | G.Colombo (Vercelli) |

|  |           |   |
|  | Marcatori | ? |

| Arbitro: | G.Gama (Milano) |

|                 |           |                    |
| Comte Crocco II | Marcatori | Bachmann II Müller |

| Arbitro: | Malvano (Torino) |

|                            |           |   |
| Miller , Roberts Crocco II | Marcatori | ? |

| Arbitro: | Goodley (Torino) |

|       |           |            |
| Hurni | Marcatori | , Maranghi |

| Arbitro: | G.Gama (Milano) |

|        |           |  |
| Herzog | Marcatori |  |

| Arbitro: | G.Gama (Milano) |

|                 |           |  |
| Rampini Ferraro | Marcatori |  |

| Arbitro: | G.Gama (Milano) |

|  |           |   |
|  | Marcatori | ? |

| Arbitro: | Goodley (Torino) |

|                       |           |               |
| Boiocchi Tonini Pizzi | Marcatori | Miller Herzog |

| Arbitro: | Meazza (Milano) |

|              |           |  |
| Marsch , 52’ | Marcatori |  |

| Arbitro: | Meazza (Milano) |

|       |           |                         |
| Payer | Marcatori | Marsch Crocco II Murphy |

| Arbitro: | Varetto (Torino) |

|   |           |   |
| ? | Marcatori | ? |

| Arbitro: | Valvassori (Torino) |

|       |           |        |
| Rubli | Marcatori | Murphy |

| Arbitro: | Goodley (Torino) |

|        |           |       |
| Murphy | Marcatori | Sardi |

| Arbitro: | G.Colombo (Vercelli) |

|              |           |  |
| Cevenini 69’ | Marcatori |  |

| Arbitro: | Malvano (Torino) |

|  |           |         |
|  | Marcatori | Rampini |

| Arbitro: | Goodley (Torino) |

|                 |           |             |
| Murphy , Miller | Marcatori | Pizzi Sardi |

## Statistiche

### Statistiche di squadra
| Competizione    | Punti | In casa | In casa | In casa | In casa | In casa | In casa | In trasferta | In trasferta | In trasferta | In trasferta | In trasferta | In trasferta | Totale | Totale | Totale | Totale | Totale | Totale | DR  |
| Competizione    | Punti | G       | V       | N       | P       | Gf      | Gs      | G            | V            | N            | P            | Gf           | Gs           | G      | V      | N      | P      | Gf     | Gs     | DR  |
| --------------- | ----- | ------- | ------- | ------- | ------- | ------- | ------- | ------------ | ------------ | ------------ | ------------ | ------------ | ------------ | ------ | ------ | ------ | ------ | ------ | ------ | --- |
| Prima Categoria | 24    | 9       | 5       | 3       | 1       | 18      | 10      | 9            | 3            | 1            | 5            | 15           | 15           | 18     | 10     | 4      | 4      | 35     | 21     | +14 |

### Statistiche dei giocatori
| Giocatore     | Prima Categoria | Prima Categoria |
| Giocatore     | Presenze        | Reti            |
| ------------- | --------------- | --------------- |
| C. Comte      | 2               | 5               |
| F. Crocco     | 11              | 0               |
| G. Crocco     | 14              | 3               |
| Davis         | 1               | 0               |
| Dearden       | 15              | 0               |
| E. Herzog     | 11              | 3               |
| Lamy          | 1               | 0               |
| A. Magni      | 1               | 0               |
| R. Maineri    | 8               | 0               |
| C. Maranghi   | 11              | 2               |
| G. Marassi    | 1               | 0               |
| L. Marchetti  | 1               | 0               |
| E. Mariani    | 17              | 0               |
| Marsch        | 14              | 3               |
| Miller        | 10              | 7               |
| Murphy        | 16              | 6               |
| Repetto       | 1               | 0               |
| J. Roberts    | 16              | 1               |
| G. Rolla      | 0               | 0               |
| S. Sanguineti | 1               | 0               |
| K. Stöcker    | 16              | 2               |
| E. Storace    | 1               | 0               |
| M. Surdez     | 16              | 0               |
| Tadini        | 1               | 0               |
| Weightmann    | 2               | 0               |